# Auguste George Airport

i7
i11
i13
Der Auguste George Airport (auch Captain Auguste George Airport oder Anegada Airport, IATA-Code: NGD, ICAO-Code: TUPA) ist der Flughafen der zu den Britischen Jungferninseln, einem Britischen Überseegebiet, gehörenden Insel Anegada in der Karibik.

## Geschichte
Ein ehemaliges Flugfeld auf Anegada mit einer Start- und Landebahn, die nur aus verdichtetem Boden bestand, gilt als der Beginn der Luftfahrt auf den Britischen Jungferninseln. Es befand sich am westlichen Ende der Insel nahe der Cow Wreck Beach. Dieses Flugfeld ist heute vollständig überwachsen. Der Auguste George Airport wurde 1969 in Betrieb genommen.
Nachdem unter anderem die Sicherheitszonen vergrößert und die Möglichkeiten der Brandbekämpfung verbessert worden waren, erhielt der Flughafen im Jahr 2009 die Zulassung für internationale Flüge, so dass nun auch Verbindungen zu Zielen außerhalb der Britischen Jungferninseln möglich waren. Hiervon erhoffte sich die Regierung der Britischen Jungferninseln einen Aufschwung für den Tourismus auf Anegada. Im April 2013 wurde der Flughafen wegen Problemen mit dem Feuerwehrfahrzeug und der Absicherung gegen streunende Tiere für etwa eine Woche geschlossen. Anschließend wurde er, jedoch ohne Zulassung für internationale Flüge, wieder geöffnet. Erst im Oktober 2013 erhielt der Flughafen die Zulassung für internationale Flüge zurück. Im Februar 2014 wurde berichtet, dass sich seit längerer Zeit kein Zollbeamter auf dem Flughafen aufgehalten habe. Als Grund wurde unter anderem der schlechte Zustand der Arbeitsräume angegeben. Im Oktober 2014 kündigte der Betreiber an, bis November 2014 das Terminalgebäude umfassend renovieren sowie weitere Maßnahmen zur Sicherheit und zur äußeren Gestaltung des Flughafens ergreifen zu wollen.
Überlegungen, anstelle des geplanten Ausbaus des Flughafens auf Tortola einen neuen großen internationalen Flughafen auf Anegada zu bauen, wurden bis auf Weiteres zurückgestellt.

## Lage
Der Flughafen liegt an der höchsten Erhebung der insgesamt flachen Insel, etwa mittig, nahe dem Ort The Settlement.

## Einrichtungen
Der Flughafen verfügt über eine asphaltierte Start- und Landebahn mit 820 Metern Länge und 18 Metern Breite sowie über ein Terminalgebäude. Alle Flüge vom und zum Auguste George Airport werden nach Sichtflugregeln durchgeführt.

## Zwischenfälle
Bisher kam es auf dem Flughafen zu keinen nennenswerten Unfällen. Lediglich über Probleme durch bei der Landung platzende Flugzeugreifen wurde gelegentlich berichtet.

## Fluggesellschaften
Planmäßig fliegt VI Airlink nach Tortola, Virgin Gorda und Saint Thomas.